# Kommunalvalget i Albertslund Kommune 2021
Kommunalvalget i Albertslund Kommune 2021 blev afholdt som del af kommunal- og regionsrådsvalg 2021 i Danmark tirsdag den 16. november 2021. Der blev valgt 21 medlemmer af kommunalbestyrelsen, og der kræves 11 mandater for at danne et flertal.
Der var i alt 74 opstillede kandidater fordelt på 11 partier. Der var anmeldt følgende valgforbund:
| Valgforbund   | Partier                     |
| ------------- | --------------------------- |
| Valgforbund 1 | Det Konservative Folkeparti |
| Valgforbund 1 | Nye Borgerlige              |
| Valgforbund 1 | Liberal Alliance            |
| Valgforbund 1 | Dansk Folkeparti            |
| Valgforbund 1 | Venstre                     |
| Valgforbund 2 | Radikale Venstre            |
| Valgforbund 2 | Socialistisk Folkeparti     |
| Valgforbund 2 | Veganerpartiet              |
| Valgforbund 2 | Enhedslisten                |
| Valgforbund 2 | Alternativet                |

## Resultat
| Liste | Parti                       | Spidskandidat         | %    | % +/- | Mandater | Mandater +/- |
| ----- | --------------------------- | --------------------- | ---- | ----- | -------- | ------------ |
| A     | Socialdemokratiet           | Steen Christiansen    | 34,1 | -7,8  | 7        | -2           |
| B     | Radikale Venstre            | Hediye Temiz          | 7,8  | +3,3  | 2        | +1           |
| C     | Det Konservative Folkeparti | Lars Gravgaard Hansen | 13,4 | +6,5  | 4        | +2           |
| D     | Nye Borgerlige              | John Hagenstjerne     | 2,9  | +2,9  | 0        | 0            |
| F     | Socialistisk Folkeparti     | Vivi Nør Jacobsen     | 18,2 | +9,5  | 4        | +2           |
| G     | Veganerpartiet              | Adam Samy             | 0,3  | +0,3  | 0        | 0            |
| I     | Liberal Alliance            | Michael Melchert      | 0,9  | -1,0  | 0        | 0            |
| O     | Dansk Folkeparti            | Tina B. Nielsen       | 5,2  | -7,8  | 1        | -2           |
| V     | Venstre                     | Claus Rasmussen       | 4,4  | -1,7  | 1        | 0            |
| Ø     | Enhedslisten                | Helge Bo Jensen       | 11,0 | -0,4  | 2        | 0            |
| Å     | Alternativet                | Kenni Flink           | 1,7  | -2,9  | 0        | -1           |

Nye Borgerlige, Dansk Folkeparti, Venstre, Enhedslisten og Alternativet opstillede med partiliste. De øvrige partier opstillede sideordnet.

## Valgte medlemmer af kommunalbestyrelsen
| Mandatnr. | Navn                  | Parti                       |
| --------- | --------------------- | --------------------------- |
| 1         | Vivi Nør Jacobsen     | Socialistisk Folkeparti     |
| 2         | Steen Christensen     | Socialdemokratiet           |
| 3         | Lars Gravgaard Hansen | Det Konservative Folkeparti |
| 4         | Helge Bo Jensen       | Enhedslisten                |
| 5         | Marianne Burchall     | Socialdemokratiet           |
| 6         | Nils Jul Gjerlev      | Det Konservative Folkeparti |
| 7         | Resül Kücükakin       | Socialistisk Folkeparti     |
| 8         | Dogan Polat           | Socialdemokratiet           |
| 9         | Zohar Ali             | Radikale Venstre            |
| 10        | Tina B. Nielsen       | Dansk Folkeparti            |
| 11        | Akhlaq Ahmad          | Socialdemokratiet           |
| 12        | Birgit Hauer          | Socialistisk Folkeparti     |
| 13        | Paw Østergaard Jensen | Socialdemokratiet           |
| 14        | Tina Graugaard        | Det Konservative Folkeparti |
| 15        | Bodil Garde           | Enhedslisten                |
| 16        | Ulla Nielsen          | Socialdemokratiet           |
| 17        | Tina Messaoudi        | Socialistisk Folkeparti     |
| 18        | Claus Rasmussen       | Venstre                     |
| 19        | Hediye Temiz          | Radikale Venstre            |
| 20        | Mikkel Skovby         | Socialdemokratiet           |
| 21        | Billal Zahoor         | Det Konservative Folkeparti |